# Access Bank
Access Bank Plc, ou communément appelée Access Bank, est la filiale principale du groupe Access Bank Group, conglomérat de services financiers dont le siège est basé à Lagos au Nigeria. Access Bank Group possède des filiales en République démocratique du Congo, au Ghana, au Kenya, au Nigeria, au Cameroun,au Rwanda, en Gambie, en Sierra Leone, en Zambie et au Royaume-Uni. Le groupe dispose également de bureaux de représentation en Chine, en Inde, au Liban et aux Emirats Arabes Unis.  
Après la fusion d'Access Bank plc et de Diamond Bank le 1er avril 2019, Access Bank plc est aujourd'hui la plus grande banque d'Afrique en nombre de clients, et la plus grande banque du Nigeriaen terme de capital.
En juin 2021, elle compte un portefeuille de 42 millions de clients.

## Histoire
La banque est fondée en 1988 et se constitue en tant que banque commerciale privée en Février 1989. Elle commence réellement ses opérations le 11 mai 1989, en établissant son premier bureau situé à Burma Road dans le quartier d’Apapa.
En mars 1998, Access Bank change de statut juridique et devient une société anonyme et dans la même année, le 18 novembre 1998, elle entre au Nigeria Stock Exchange.
En 2002, Aigboje Aig-Imoukhuede est nommé directeur général et Herbert Wigwe, directeur général adjoint, avec pour mandat de faire passer la banque de la 65ème place au top 10 en l’espace de 5 ans.
En 2003, Access Bank lève plus de 14,5 milliards de nairas dans le cadre d'une offre publique, enregistrant une sursouscription de 133 %. Elle reçoit la même année le prix Hewlett Packard Award pour la meilleure implémentation d'une application bancaire de base (Flexcube 6.2) en Afrique de l'Ouest.
En 2004, Access Bank fait l’acquisition de Capital Bank et Marina Bank via une fusion par absorption et intégration.
Durant l’année 2007, Access Bank devient la première banque nigériane à introduire et à commencer à utiliser les cartes de crédit Visa au Nigéria, à obtenir la certification EMV pour la plate-forme de services de guichets automatiques multicartes, et à recevoir un financement du Fonds belge des sociétés d'investissement pour les pays en développement.
En 2009, Access Bank opère une fusion avec l'Intercontinental Commercial Bank (ICB) et fait son entrée la même année au LSE, la bourse de Londres. Un Eurobond de 350 millions de dollars est également levé avec succès.
Durant l'année 2018, Access Bank annonce son intention d'acquérir Diamond Bank pour 235 millions de dollars, qui représente un nouvel ensemble de 29 millions de clients. Elle annonce aussi une collaboration avec 25 banques mondiales pour développer les principes de la banque durable et aligner le secteur sur les objectifs de développement durable des Nations Unies, et le lancement d'Access WhatsApp Banking. La finalisation de la fusion avec Diamond Bank est annoncée en mars 2019.
En mars 2021, Access Bank annonce l'acquisition d'une participation dans le capital de Grobank, une banque sud-africaine, pour 60 millions de dollars. Et l'acquisition d'une participation de 78 % dans le capital d'African Banking Corporation of Botswana, la 5e banque du Botswana.
Le 9 février 2024, Herbert Wigwe, directeur général d'Acces Bank, meurt dans un accident d'hélicoptère en Californie faisant six victimes dont sa femme et son fils,.
En octobre 2024, l'organe régulateur de Namibie accorde une licence bancaire provisoire à Access Bank, ce qui marque une nouvelle étape dans son expansion africaine.

## Expansion prévu en 2021

### En Afrique
Au début de l'année 2021, Access Bank a annoncé qu’elle avait identifié huit nouveaux pays africains pour une potentielle expansion, cherchant à bénéficier d'un pacte de libre-échange à l'échelle continentale. Les marchés visés sont le Maroc, l'Algérie, l'Égypte, la Côte d'Ivoire, le Sénégal, l'Angola, la Namibie et l'Éthiopie, ce qui étendrait la présence internationale du groupe bancaire à 18 pays. Access Bank devrait établir des bureaux dans certains pays et dans d'autres, devrait nouer des partenariats avec les banques existantes et tirer parti de ses plateformes numériques pour fournir des services aux clients.

### En France et en Europe
En juillet 2021, le gouvernement français a indiqué qu'il souhaitait renforcer ses liens avec les capitaines d'industrie nigérians dont Herbert Wigwe, le directeur général d’Access Bank, et a annoncé qu’un accord avait été signé qui allait permettre au groupe de s’installer en France. Cet accord confirme la vision et la volonté du groupe d'étendre son influence et ses activités à toute la France et progressivement à toute l'Europe.
L’ouverture d'Access Bank à Paris sera gérée par la succursale londonienne du groupe, dirigée par le Britannique Jamie Simmonds. Les nouveaux bureaux en France se concentreront sur les financements commerciaux. La banque nigériane envisage également de se lancer dans les services d'investissement et de gestion de patrimoine.